# Elecciones locales de Bogotá de 1992
El 8 de marzo de 1992 se realizaron las elecciones regionales en Colombia; como parte de éstas en Bogotá fueron elegidos:
- El Alcalde Mayor
- Los miembros del Concejo Distrital
- Los miembros de las Juntas Administradoras Locales de las 20 localidades de la ciudad (entre 7 y 13 por localidad, según su población)

## Alcalde Mayor
Jaime Castro  ganó la consulta popular de su partido el 28 de octubre de 1991 obteniendo  201.918 votos, frente a 133.429 votos de Antonio Galán Sarmiento, y a 52.621 votos de  Enrique Peñalosa.
| Candidato                     | Partido                        | Votos             | %         |
| ----------------------------- | ------------------------------ | ----------------- | --------- |
| Jaime Castro Castro           | Partido Liberal Colombiano     | 310.654           | 48.17     |
| Juan Diego Jaramillo          | Partido Conservador Colombiano | 106.654           | 16,53     |
| Carlos Alonso Lucio           | Alianza Democrática M-19       | 28.247            | 4.38      |
| Votos blancos                 | Votos blancos                  | 66.353            | 10,28     |
| Total de votos válidos        | Total de votos válidos         | 644.860           | 100,00    |
| Votos nulos                   | Votos nulos                    | 5.040             |           |
| Tarjetas no marcadas          | Tarjetas no marcadas           | (sin información) |           |
| Total de votos escrutados     | Total de votos escrutados      | 649.900           | 24,78%    |
| Total de votantes habilitados | Total de votantes habilitados  | 2.622.679         | 2.622.679 |